# Laurence Vacherot
Pour les articles homonymes, voir Vacherot.
Laurence Vacherot , née en 1951, est une architecte paysagiste française. 
Issue d’une famille d’horticulteurs, elle est une des premières femmes en France, après Claire Corajoud, à s’imposer dans cette activité d’architecte paysagiste. Elle crée en 1981, avec son mari et associé Gilles Vexlard, une agence spécialisée sur l'urbanisme et l'architecture paysagère.  Elle remporte, avec  cette agence, des projets importants en Europe, avec une conception des projets à « grandes échelles ». Son équipe reçoit en 2005 le prix BDLA (Grand Prix national de paysage allemand), en 2006 le premier prix international de paysage urbain [International Urban Landscape Award] et, en 2009, en France, le Grand Prix national du paysage.

## Biographie

### De la tradition familiale en horticulture aux paysages

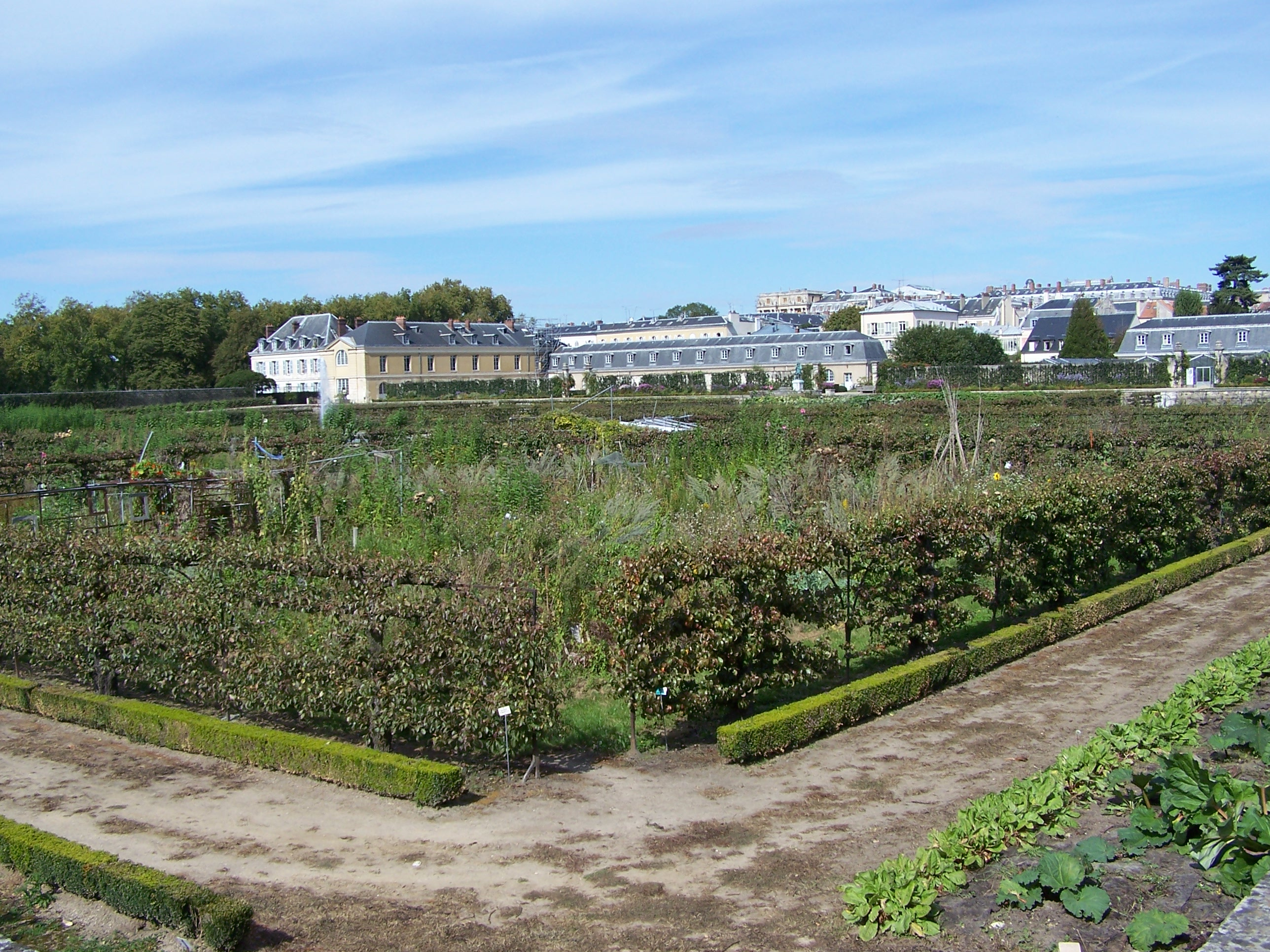
Potager du roi à Versailles : le jardin des élèves

Laurence Vacherot est issue d’une famille d’horticulteurs, les Vacherot, qui figurent parmi les plus anciens orchidéistes français. Elle étudie à l’École d’horticulture de Versailles, installée au Potager du roi, à Versailles. Puis elle poursuit en années de spécialisation à la section du paysage et de l’art du jardin (SPAJ), dans la dernière promotion, de 1971 à 1974, avant que cette section ne se transforme en École nationale supérieure du paysage (ENSP),.
Elle y rencontre son futur mari et futur associé, Gilles Vexlard. Cette section du paysage de Versailles, puis l’École nationale supérieure qui lui succède, sont le creuset de générations nouvelles d’architectes paysagistes qui se sont affirmés en France dans les années 1980,. Les professeurs de Laurence Vacherot sont notamment Michel Corajoud, et Jacques Simon , ayant contribué par leurs enseignements, leurs écrits et leurs réalisations concrètes à un renouveau du métier du paysage en France. C’est aussi Pierre Dauvergne, préparant ces futurs concepteurs à l’évolution du marché, qui n’est plus de construire des solutions pour des personnes privées mais pour des collectivités publiques .
Le diplôme obtenu, Laurence Vacherot est embauchée par une autre figure de la profession, Allain Provost, et travaille pour l’agence dirigée par ce dernier, sur l’aménagement de la base de loisirs de Jablines-Annet. Elle effectue également une recherche  à la faculté des sciences d’Orsay sur la multiplication végétative des phalaenopsis, hésitant encore entre la tradition familiale de l’horticulture et l’urbanisme-paysagisme. Elle opte finalement pour l’activité de paysagiste en s’associant avec Gilles Vexlard.

### Création d’une agence et premières réalisations

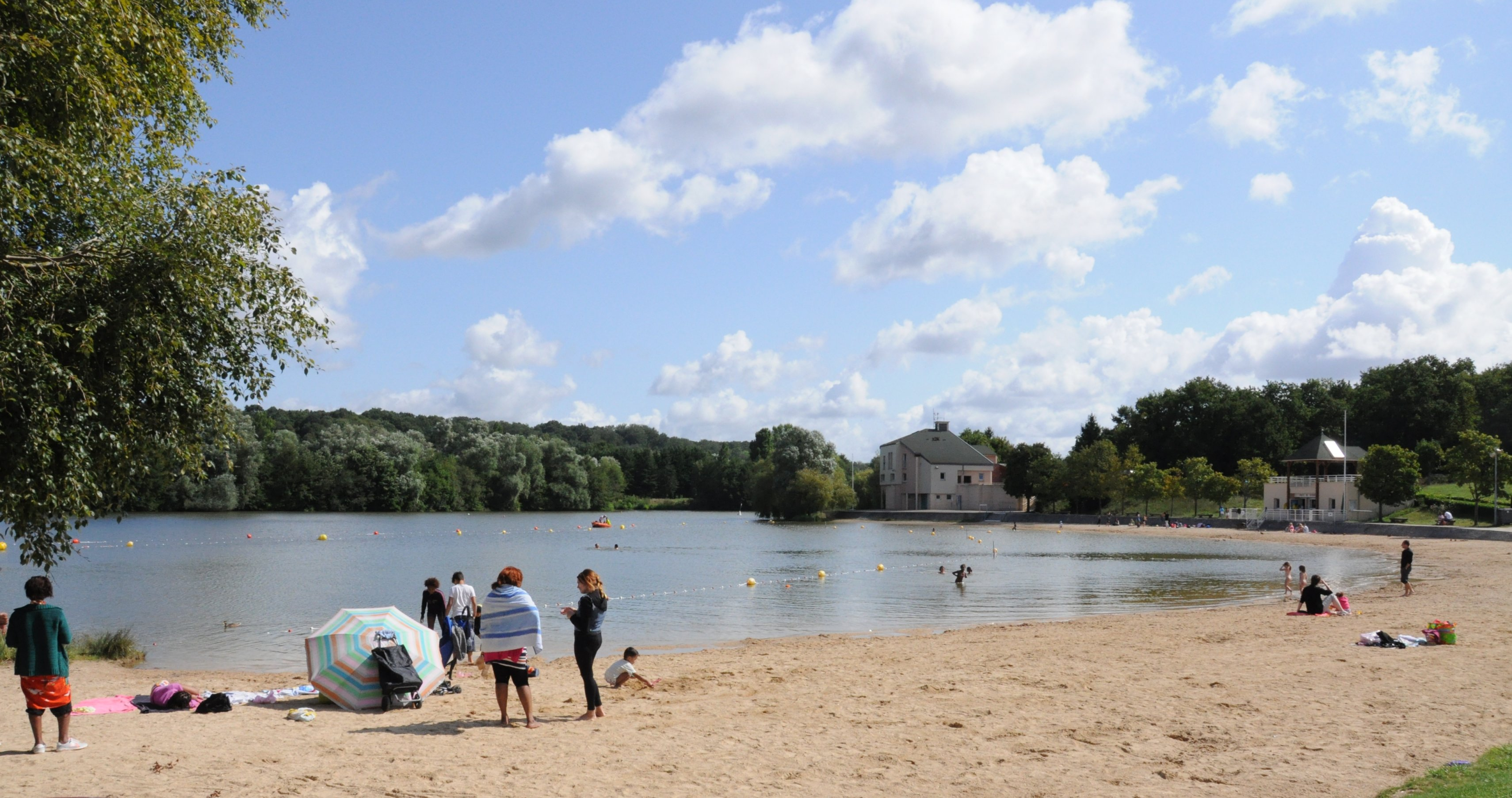
Île de loisirs de Bois-le-Roi

Laurence Vacherot et Gilles Vexlard créent leur propre agence, intitulée Latitude Nord, clin d'œil à Blaise Cendrars. Outre des réalisations dans les villes nouvelles de l’Île-de-France, le premier grand projet remporté par cette agence est l’aménagement de la base de loisirs de Bois-le-Roi. Le projet s’inscrit dans un schéma directeur d’implantation d’une douzaine de bases régionales de loisirs, y compris celle de Jablines-Annet déjà citée, et permet de réutiliser notamment l’espace de  trois sablières, qui cessent d'être exploitées. L’étude est menée en 1977, les travaux de 1978 à 1985, sur un terrain de 110 hectares, sur l’ensemble d’un terrain en relation avec la forêt de Fontainebleau, au sud, et la Seine au nord .
Mais l’événement professionnel déterminant, de ce début des années 1980, est le concours du parc de la Villette.

### Le concours du parc de la Villette
La transformation de l’espace de 55 hectares des anciens abattoirs de la Villette en un lieu culturel comprenant un parc parisien intra-muros de 33 hectares, est une opération rarissime, initiée dès la présidence de Georges Pompidou, dont le principe est maintenu sous la présidence de Valéry Giscard d’Estaing. L’opération se concrétise réellement sous la houlette du nouveau pouvoir socialiste, à la suite de l'élection de  François Mitterrand en 1981. La consultation pour ce parc est lancée en 1982 par le ministre de la Culture, Jack Lang qui la veut exemplaire dans la procédure de sélection : une consultation en un tour, largement ouverte aux concepteurs internationaux, sur esquisse, anonyme, avec un jury souverain,. Le sujet passionne la profession. Ce futur parc se veut une réflexion sur la place de la nature dans une ville post-industrielle.
805 équipes de 41 nationalités affichent leur volonté de répondre à la consultation. 472 projets sont finalement rendus, émanant de 36 pays. Le jury est composé de 21 membres, avec des architectes de renom comme les Italiens Vittorio Gregotti et Renzo Piano, des paysagistes  comme Pierre Dauvergne et Paul Friedberg, des administrateurs tels François Barré, des historiens et des théoriciens de l'art tels Françoise Choay et Joseph Rykwert, un biologiste, Henri Laborit, des artistes, des sociologues, etc. Ce jury tente de faire son choix du 6 au 12 décembre 1982, mais n’y parvient pas. Il sélectionne 9 projets parmi les 472, dont 2 ressortent davantage, sans toutefois creuser un écart décisif : ces deux projets sont une composition due au Néerlandais Rem Koolhaas et au Grec Elia Zenghelis, et la proposition, plus végétale, de Laurence Vacherot et Gilles Vexlard. Finalement, le 15 décembre, dans une certaine confusion, l’organisation  du concours est revue. Un deuxième tour est organisé, limité aux 9 projets, avec 3 mois supplémentaires pour que les participants approfondissent leur esquisse. Ce deuxième tour n’est finalement remporté ni par le duo Rem Koolhaas/Elia Zenghelis, ni par le duo Laurence Vacherot/Gilles Vexlard, mais par le suisse Bernard Tschumi , .
Cet échec au pied de la première marche du podium, après des mois de travail sur ce projet, déçoit Laurence Vacherot et Gille Vexlard. Mais cette consultation leur a permis de se confronter, sur une opération de prestige, à de nombreuses équipes de paysagistes français et étrangers, et de renforcer leur réputation dans la profession. Bernard Tschumi leur confie par ailleurs, en 1986/1987, l’un des dix jardins à thème inclus dans le parc, le Jardin du jardinage, désigné finalement sous le nom de Jardin de la treille, qu’ils conçoivent avec  huit  terrasses successives, une circulation de l’eau entre ces huit terrasses, des plantes en pot et une treille se déployant sur une trame horizontale placée en hauteur.

### Nouveaux projets paysagistes
Les conceptions/réalisations d’aménagement paysager se succèdent ensuite, à  l’occasion d’édification d’immeubles de bureaux, d’établissements scolaires, de musées, etc.  mais  aussi de créations de parcs notamment le parc de Bicheret à Chessy (Seine-et-Marne), le parc du Mandinet à Lognes, et le jardin du Moulin-de-la-Pointe à Paris 13e,.
Ainsi, pour le parc du Bicheret, de 15 hectares, la conception met l’accent sur l’aménagement de bandes boisées sur les franges du parc pour gérer la transition entre le parc et les lotissements voisins, sur la perspective pour éviter qu’elle ne soit tronquée par la RN34, sur l’intégration  des éléments du parc ancien du château de Chessy, datant du XVIIIe siècle, et d’un bassin technique de rétention transformé en bassin d’agrément.
Laurence Vacherot continue également, avec son mari, à intervenir dans l’implantation de bases de plein air et de loisirs franciliennes (nommées aujourd'hui îles de loisirs): après Jablines-Annet puis Bois-le-Roi, c’est celle de Vaires-Torcy en 1993, et surtout celle de Port-aux-Cerises, sur 160  hectares, sur les communes de Draveil et Vigneux-sur-Seine, en Essonne. À partir d’une intervention initiale focalisée sur la piscine à vagues, un des premiers équipements collectifs mis en place, c’est progressivement l’ensemble du site qui est réaménagé  pour en faire un lieu de détente ouvert sur son environnement et sur la Seine, qui ne soit pas un parc d’attraction,. Le Grand Prix national du paysage 2009 a été décerné par le ministère de l’Écologie, du Développement durable, des Transports et du Logement pour leurs réalisation sur l'île de loisirs du Port-aux-Cerises.

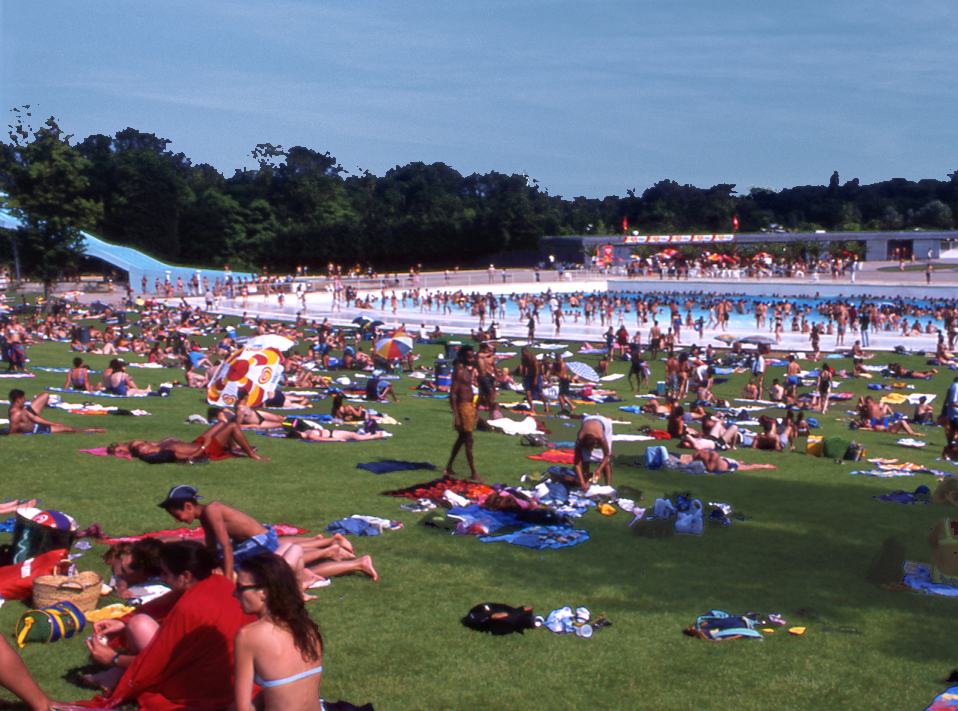
Port-aux-Cerises - piscine
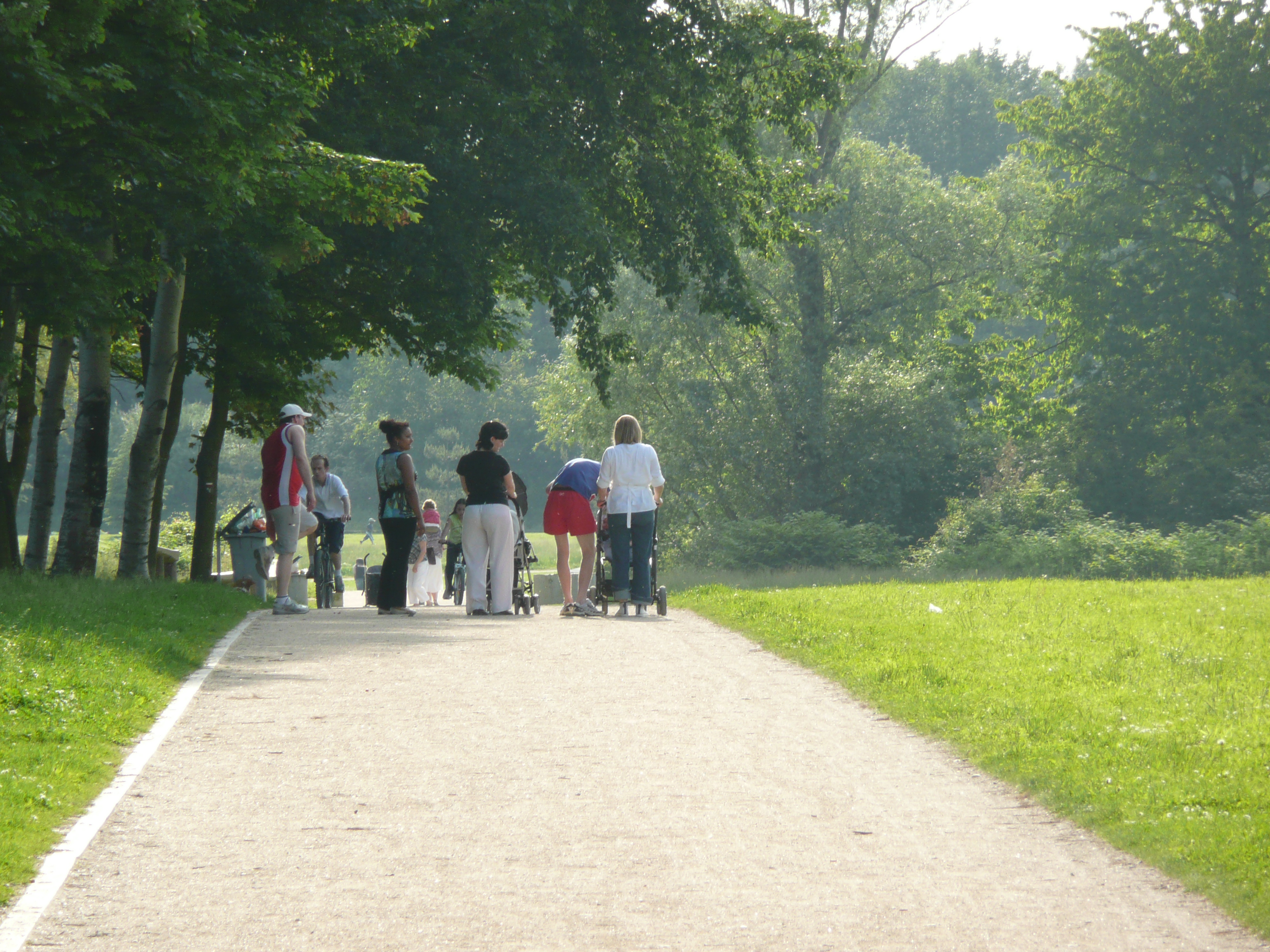
Port-aux-Cerises - allée
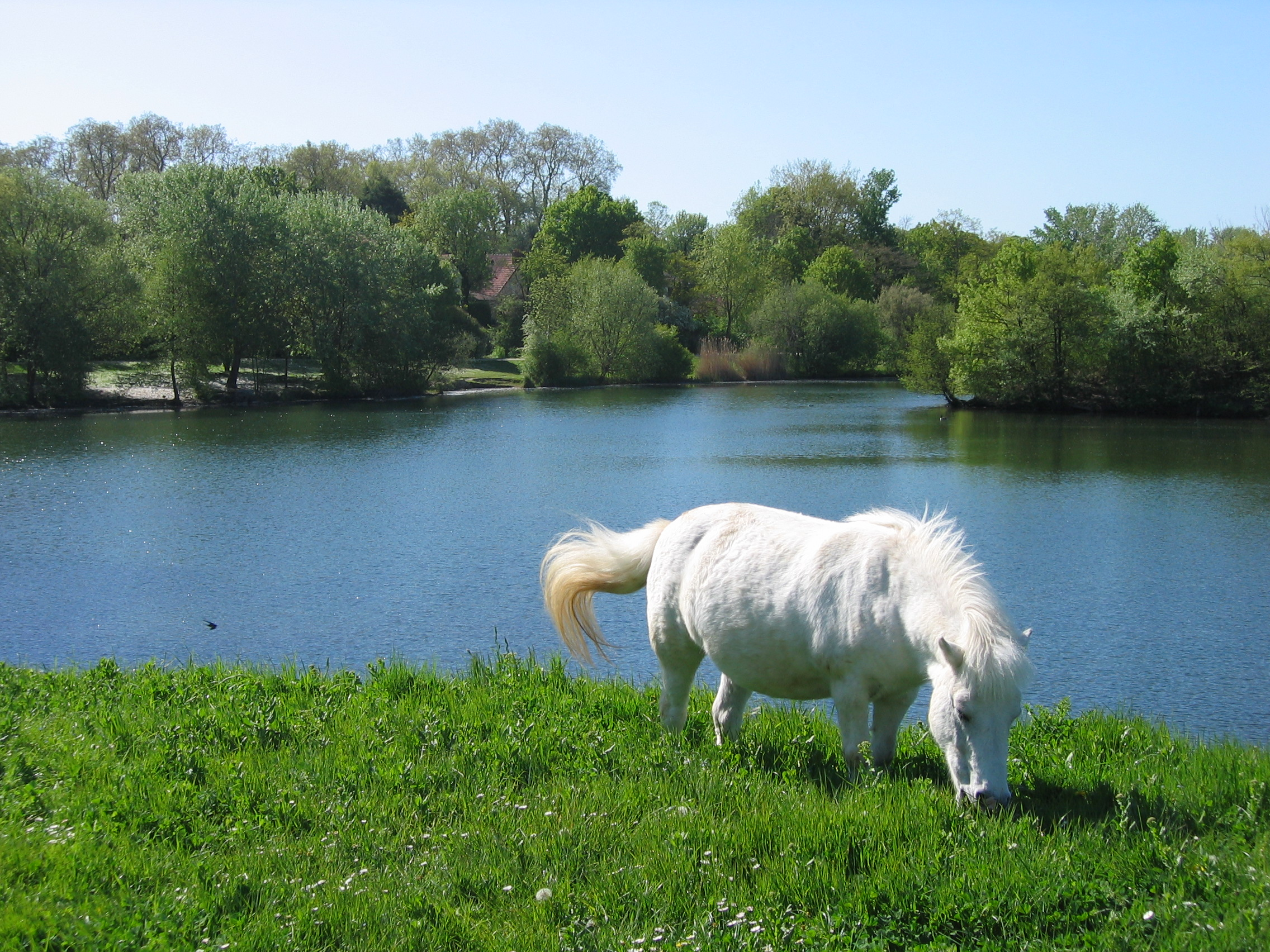
Port-aux-Cerises - poney et Seine
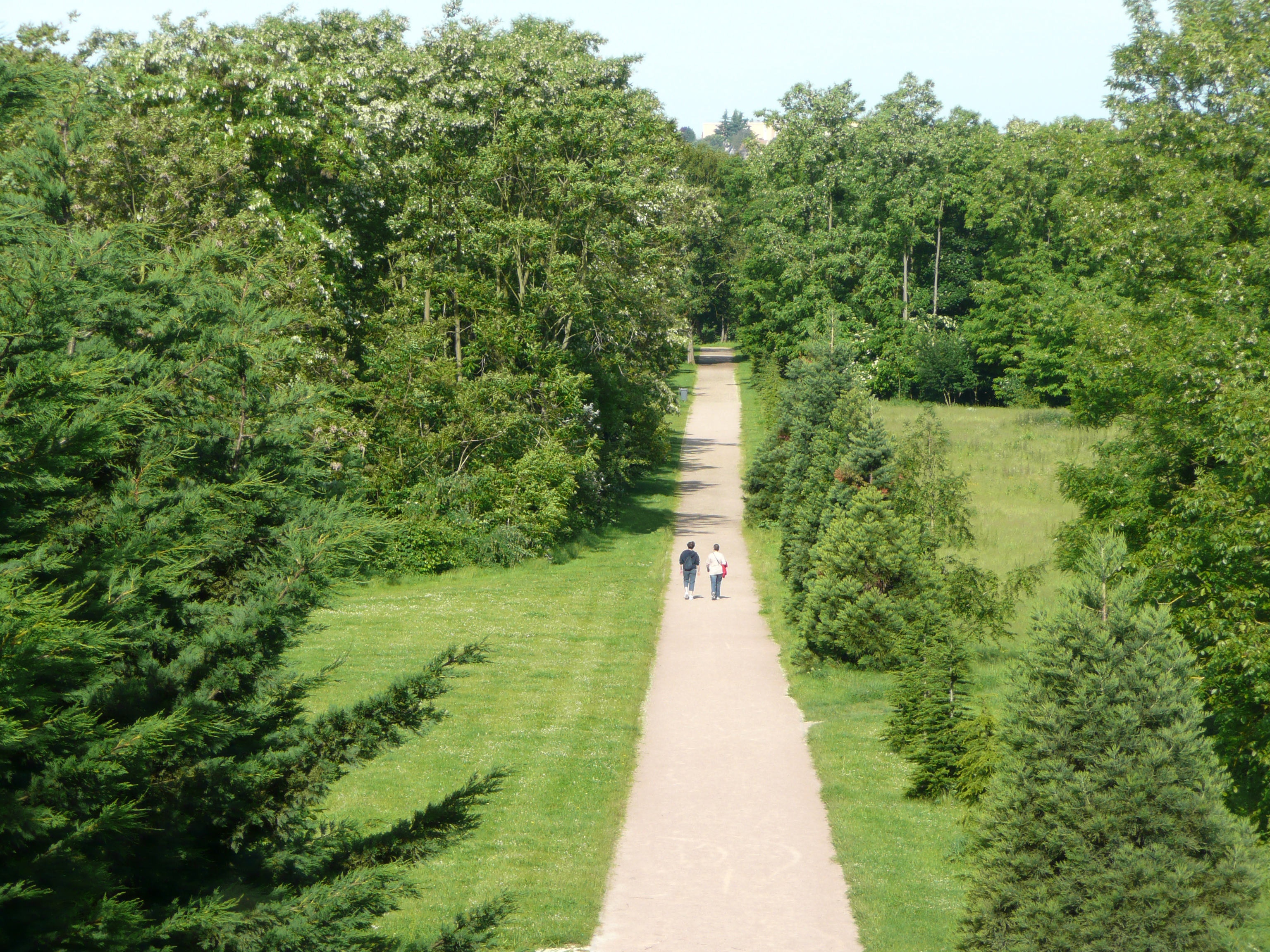
Port-aux-Cerises - le parc

### Le Riemer Park
Mais le projet le plus remarqué au niveau international est celui de la création du Riemer Park. Ce parc, dans la banlieue de Munich, a été aménagé de 1997 à 2005, à la suite d'un concours international en 1995 et 1996. La ville de Munich était déjà connue pour ses parcs, notamment pour l'Englischer Garten , jardin anglais de 417 hectares, ouvert en 1792, s'étirant du centre de Munich vers la limite nord de la ville, un jardin historique plus étendu que Central Park à New York. Le Riemer Park, situé à l’Est de la ville, s’étend sur 210 hectares. Il répond à l’expansion de la métropole dans les années 1960 et années 1970. Il utilise notamment le terrain, plat et initialement ingrat, de l’ancien aéroport, fermé en 1992, et se situe entre Munich et les préalpes bavaroises. Un lac de baignade artificiel de 10 hectares (Riemer See) fait partie de la réalisation du parc. Deux collines artificielles, pour la luge, ont été constituées à partir de matériaux de démolition de l'ancien aéroport. Les nivellements du sol ont été remodelés pour que le parc se fonde dans la campagne environnante, et pour donner l’impression optique d’un parc sans fin, s’étendant jusqu’à la chaîne des Alpes, visible à l’horizon et située à des dizaines de kilomètres de là. La structure du terrain avant la mise en place de l’aéroport reémerge en partie. Des effets variés ont été créés, par des pentes, des jardins en creux, des bosquets, des arbres isolés, des massifs boisés, etc. 

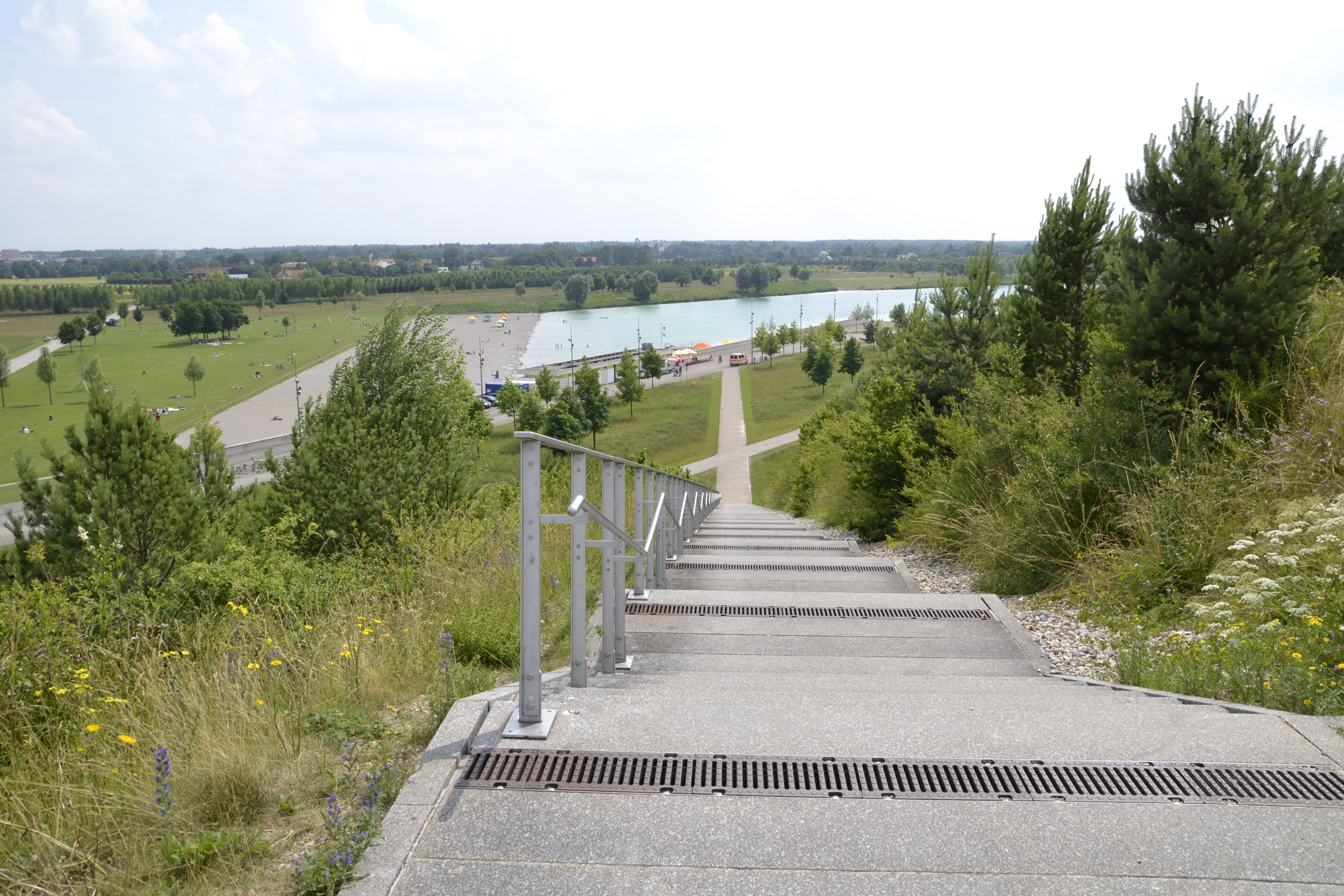
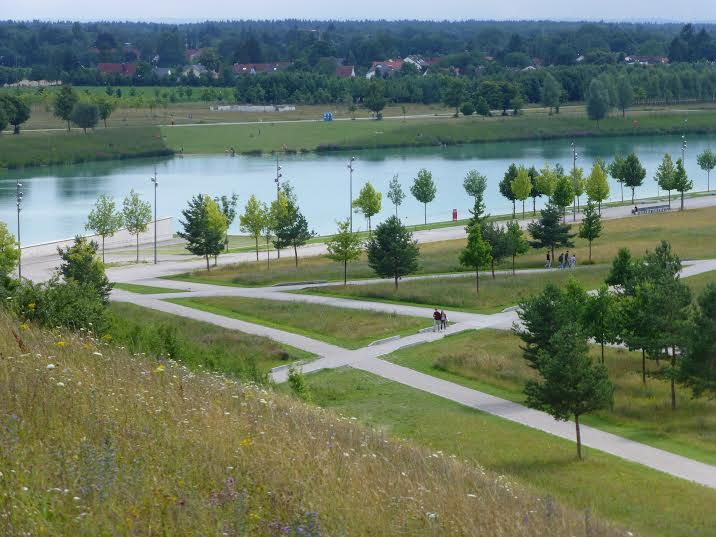
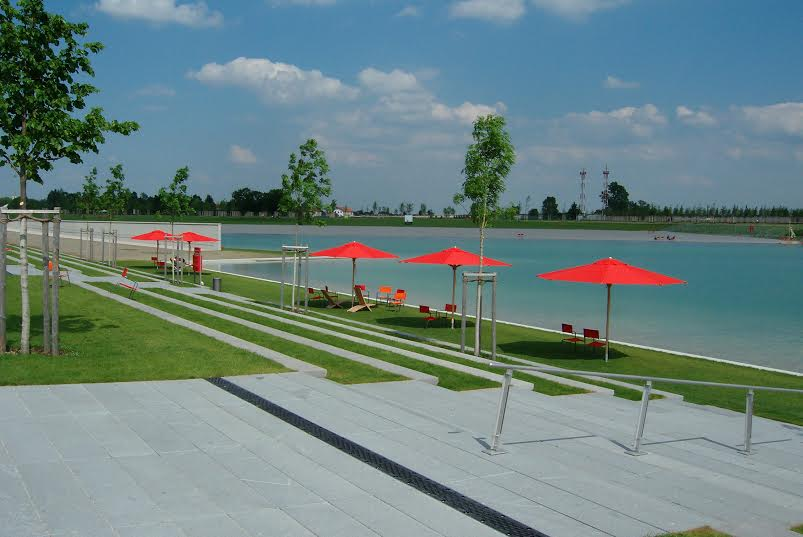
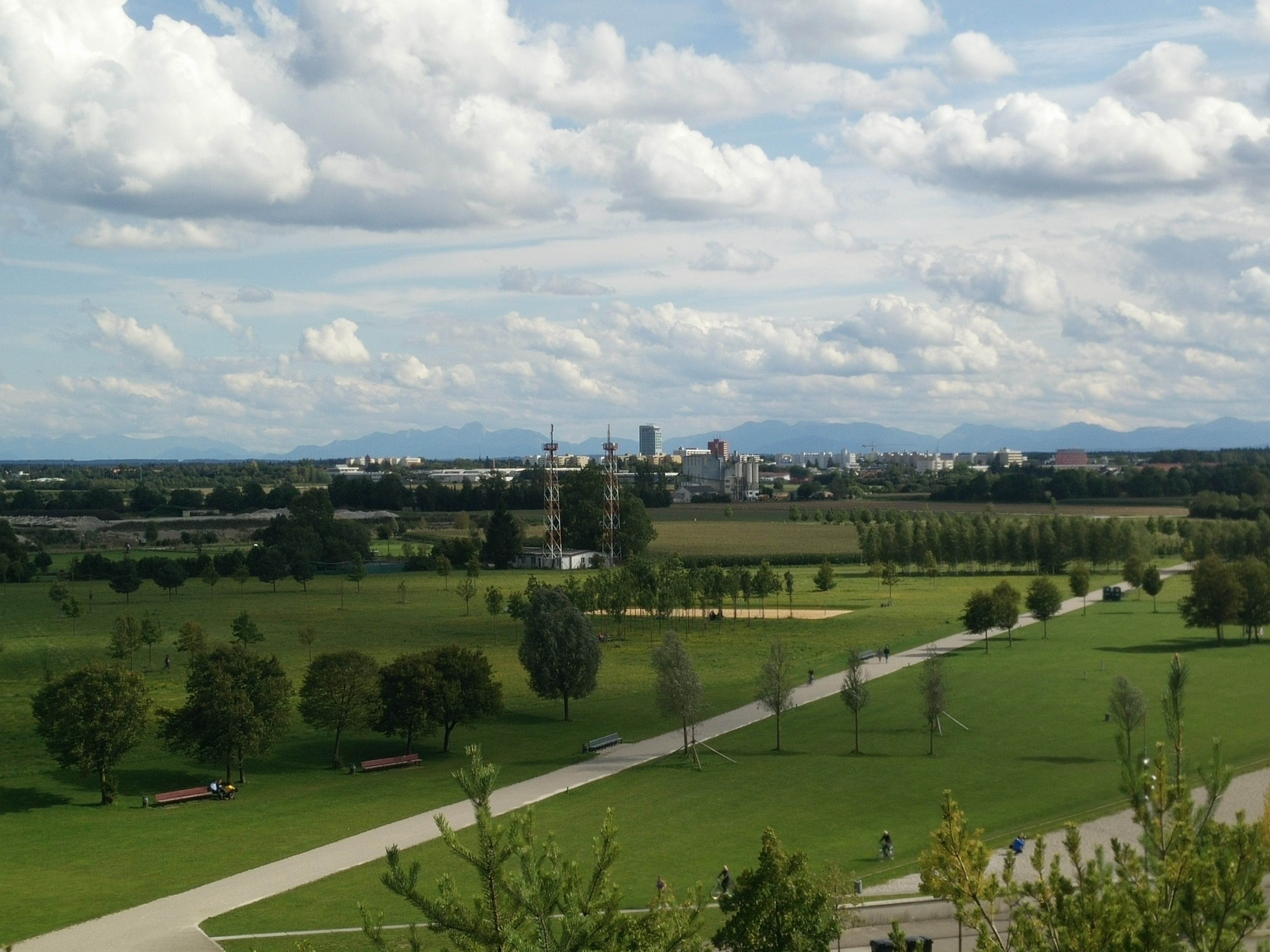

En 2005, cet aménagement paysager sur une grande échelle a reçu le prix allemand de l'architecture de paysage [Deutscher Landschaftsarchitektur-Preis],, et, en 2006, le premier prix international de paysage urbain [International Urban Landscape Award]. Les travaux ont connu ensuite d’autres extensions, confiées également à Laurence Vacherot et Gilles Vexlard, notamment sur l’intermédiation entre le parc et les communes environnantes.

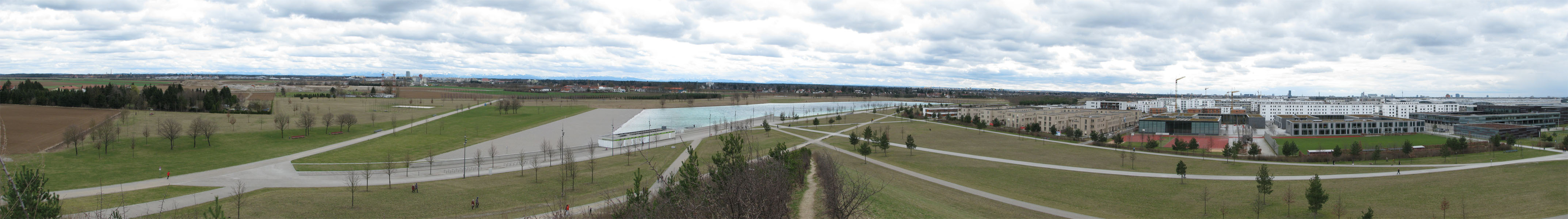
Vue panoramique d'une partie du Riemer park, dans la banlieue Est de Munich, dont le lac et la ville nouvelle de Riem à proximité.

## Spécificités de l’approche
En plus de l’expérience de projets sur de vastes étendues comme le Riemer Park à Munich ou comme les îles de loisirs franciliennes, la volonté est d’inscrire les différentes réalisations dans le territoire concerné, au-delà de la surface concrète à traiter, et de prendre en compte l’histoire et la géohistoire de ce territoire.  Dans cette approche à « grandes échelles », le paysage l’emporte progressivement sur un découpage en zones et sur une gestion fonctionnaliste de l’urbanisme,. Même si une recherche esthétique de composition subsiste avec, par exemple, des lignes fortes, des pelouses tondues et des masses végétales taillées pour structurer l'espace, le désir de nature et d’intégration dans le territoire prend de l’importance dans les choix de conception.
Le fonctionnement en duo avec Gilles Vexlard, son mari et associé, est aussi une des spécificités de son parcours. La conception, l’analyse du territoire, les esquisses sont souvent communes. Gilles Vexlard est le communicant, le pédagogue et le représentant du duo  auprès des  maîtrises d’ouvrage  et de leur environnement. Laurence Vacherot se consacre davantage, par plaisir, à l’arpentage du terrain, à la mise en œuvre, et à la conduite de chantier.

### Sources web
- (it) « Laurence Vacherot », sur paesaggio.it.
- « Latitude Nord », sur french-corporate.com.